# Гневышев, Мстислав Николаевич
Мстисла́в Никола́евич Гне́вышев (2 (15) мая 1914, Екатеринодар — 29 января 1992) — советский астроном.

## Биография
В 1938 окончил Ленинградский университет. В 1930—1936 работал в Главной геофизической обсерватории Гидрометслужбы СССР, с 1936 — в Пулковской обсерватории. Во время Великой Отечественной войны служил в Советской Армии (метеоролог при полку тяжелой артиллерии на границе с Финляндией, затем начальник гидрометеорологической службы штаба 42-й армии Ленинградского фронта), затем работал в Арктическом институте Севморпути (занимался обеспечением связи на трассе Северного морского пути, по которому осуществлялась доставка грузов с востока через Берингов пролив). После войны вернулся в Пулковскую обсерваторию, работал в ней учёным секретарём. Руководил созданием (1948), а затем был директором Кисловодской горной астрономической станции Пулковской обсерватории, создал на её базе советскую Службу Солнца. Был участником экспедиций по наблюдению солнечных затмений на территории СССР (1936, 1968), в Бразилию (1947), на острова Кука (1965). В 1967—1970 годах был президентом Комиссии № 12 «Излучение и строение солнечной атмосферы» Международного астрономического союза. В 1984 году защитил докторскую диссертацию «Результаты исследований солнечной активности и солнечно-земных связей».

## Научная деятельность
Научные работы посвящены физике Солнца и изучению влияния солнечной активности на геофизические явления. Установил ряд новых связей между явлениями в ионосфере и магнитосфере и солнечной активностью. Организовал первые комплексные наблюдения за развитием активности во всех слоях атмосферы Солнца оптическими и радиометодами, что позволило установить некоторые особенности 11-летнего солнечного цикла. Путём сравнения данных наблюдений солнечной короны, проведенных в разных обсерваториях, показал, что 11-летний цикл солнечной активности имеет не одну, а две волны усиления активности, которые отличаются разными физическими свойствами. Изучал влияние солнечной активности на биосферу Земли. Установил, вместе с А. И. Олем, эмпирическое правило, согласно которому нечётные циклы солнечной активности мощнее предшествующих им чётных («правило Гневышева — Оля»).